# Francesc Vidal i Codina
Francesc Vidal i Codina (Lleida, 1836 - 1916) va ser un compositor, director coral i docent, a més de la seva vessant política, nacionalista, ciutadana, editorial i agrícola. Va escriure diversos articles de temàtica musical apareguts a la premsa lleidetana. Finalment acabaria abandonant la carrera musical per dedicar-se a la política i al negoci del viverisme. Les obres de F. Vidal abasten la música religiosa, simfònica, de cambra i coral. Destaquen l'himne trionfant a l'art, amb text d'A. Mestres, que va escriure per al festival d'orfeons celebrat a Lleida el 1863; la cantata Glòria a l'art, la Fantasia bèl·lica i l'himne a la pátria, per a cor i orquestra.

## Biografia
Francesc Vidal va néixer en una casa del carrer Sant Carles situada al barri del Pla, prop d'on antigament havia existit l'Estudi General. Era fill d'una família humil de terrissaires i propietaris d'un forn de terrisa conegut com a Cal Clariana. Francesc va demostrar de ben jove les seves aptituds musicals. En els seus inicis en el món de la música, va formar-se a Lleida amb F. Oliver i Aymauri, segon director de la Capella de la catedral.
Es va casar als 15 anys per conveniència familiar amb una noia malaltissa que aviat va morir, fet que va millorar la seva situació econòmica i així va poder traslladar-se a Barcelona als 17 anys. Allà va estudiar amb Ramón Vilanova i Barrera durant tres anys. Després, va iniciar una etapa a l'estranger, on va estudiar a diversos conservatoris francesos i italians. Gràcies a la seva formació musical, s'instal·là definitivament a Lleida el 1860.

## L'Orfeón Leridiano[1]
A Lleida, Francesc Vidal va fundar l'Orfeón Leridano seguint les directrius de Joan Tolosa i Noguera. Fou una acadèmia musical, que va aglutinar la burgesia lleidetana, i Francesc també va dirigir la Secció Lírica de l'Academia Literària i de Belles Arts, que incloïa entre les seves accions una intensa programació musical. D'aquesta manera, pretenia integrar i moralitzar els joves a través de la música. Així doncs, el 30 de setembre de 1860 s'aprovaren els estatuts del nou Orfeón i al febrer del 1861 es va inaugurar la nova societat coral. En aquests estatuts inclouen la necessitat de difondre aquesta educació musical a la classe obrera concentrant els obrers en grans masses corals. L'1 de maig de 1862 s'aprovava el reglament i es creava l'Escola de Música de l'Orfeón per ensenyar a llegir-ne i escriure.
Entre 1861 i 1865, foren els anys amb una activitat musical més intensa a l'Orfeón i el 1863 l'organització del Festival d'Orfeons celebrat a Lleida, fou un dels esdeveniments més marcats, on van participar els orfeons de Balaguer, Cervera, Tàrrega i Les Borges Blanques, sent tots plegats 250 cantaires. El 1869 l'Orfeón Leridiano i l'Escola de Música annexa, van desaparèixer. En el període que l'Orfeón Leridiano va existir, Vidal va mantenir una intensa activitat que va eclipsar-se a partir de la seva desaparició. No retornà a l'escena musical fins alguns anys després.
Les divergències amb Alselm Clavé van portar a Francesc Vidal a l'intent de crear un Comitè Central de patronatge per a la propagació dels orfeons i societats corals d'Espanya, contant amb el supor de diversos músics de renom com Hilarión Eslava, Francisco Asenjo Babieri, Emilio Arrieta, Gabriel Balart, Joaquín Gatzambide, Nicolau Manent, Jesús de Monasterio. No obstant això, la iniciativa no va arribar a consolidar-se.

## Altres projectes[1]
A banda de la creació de l'Orfeón, Francesc Vidal també va fundar l'editorial musical Biblioteca Popular dels Orfeons i Societats corals d'Espanya en la qual s'hi van publicar obres corals de diferents autors. Aquesta també va tenir una duració curta igual que l'Orfeón, però intensa.
També va estar molt vinculat a l'Acadèmia Bibliogràfico-Mariana els primers anys de funcionament de l'Orfeón, que va participar en els actes de lliurament dels premis dels Certàmens de 1864 i 1865 on interpretà entre d'altres, la cantata El certamen, composta per Francesc Vidal i dedicada al bisbe de Lleida. Al certamen de 1876 va actuar copm a secretari del jurat i va acompanyar a l'harmònium el quartet de corda que hi va participar. El 1886 i 1892 Vidal va ser membre del jurat que havia de valorar les composicions musicals del certamen.
El 1875 trobem Vidal com a president de la secció lírica de l'Acadèmia Literària i de Belles Arts, dirigida inicialment pel seu cunyat Miquel Ferrer i Garcés. Aquesta era majoritàriament, part de la societat benestant lleidatana i va oferir als seus membres vetllades on hi havia representacions dramàtiques i actuacions musicals. El dia de la inauguració de la societat el març de 1875, es va interpretar entre d'altres, la cantata Glòria a l'Art, de Francesc Vidal. Aquest mateix any, va fundar una Acadèmia Musical dedicada a l'ensenyament d'harmonia, piano, composició, llenguatge musical i lliçons teòriques sobre història, literatura i estètica musicals, a banda del solfeig i el cant. El 1875 i 1876 va publicar diversos articles a la premsa musical lleidatana, com "Historia del Piano". El conjunt de totes les tasques realitzades, el va portar al nomenament com a membre de la Real Academia de Bellas Artes de San Fernando el 17 de març de 1879.

## Últims anys[1]
Finalment, va abandonar la música per dedicar-se a altres ocupacions: la política i el viverisme. En aquesta etapa, Francesc Vidal va crear els Camps Elisis de Lleida amb l'ajuda d'un grup d'amics que incloïa el pintor Navarro, l'escriptor Josep Gras, el dibuixant Marçal, l'impressor Josep Sol i l'alcalde Fuster.
En l'àmbit polític, Vidal va ser un home d'esquerrer, progressista, demòcrata i republicà. Tot plegat, el va dur a ocupar diversos càrrecs com el de Diputat Provincial per LA Seu d'Urgell; la participació en la creació del partit de Joventut Republicana a Lleida i fou un dels fundadors del diari republicà El ideal.
Malgrat el gran nombre d'obres musicals escrites per Francesc Vidal, no se'n conserva cap degut a una riuada que va inundar la casa del músic anys després de la seva mort. Tot i això, Baltasar Saldoni afirma que al 1867 ja n0havia escrit 43 sense comptar la música de ball i alguns capricis per a piano, a més de 30 composicons corals a veus soles.